# Dead Man Walking (film)
 For alternative betydninger, se Dead Man Walking. (Se også artikler, som begynder med Dead Man Walking)
Dead Man Walking er et amerikansk drama fra 1995, som er instrueret af Tim Robbins. Filmen har Susan Sarandon i hovedrollen, hvilket hun fik Oscar for bedste kvindelige hovedrolle for i 1995.
Filmen blev set af 52.355 i de danske biografer.

## Handling
Titlen refererer til et udtryk blandt fangevogtere, der indebærer, at en fange på dødsgangen bringes fra sin celle til stedet, hvor henrettelsen eksekveres. Filmens centrerer sig om nonnen Helen Prejean (Susan Sarandon), der lærer den dødsdømte Matthew Poncelet (Sean Penn) at kende. Hun forsøger at hjælpe ham.

## Modtagelse
Filmen blev positivt modtaget af filmanmelderne og har opnået 94% på Rotten Tomatoes  og 80% på Metacritic. Den kendte amerikanske filmkritiker Roger Ebert gav den toppkarakter og skrev «It demonstrates how a movie can confront a grave and controversial issue in our society and see it fairly, from all sides, not take any shortcuts, and move the audience to a great emotional experience without unfair manipulation. What is remarkable is that the film is also all the other things a movie should be: absorbing, surprising, technically superb and worth talking about for a long time afterward».
Den blev en moderat kommerciel succes og indbragte $39 millioner i amerikanske biografer (over tre ganger så meget som produktionsomkostningerne).

## Priser og nomineringer
Susan Sarandon fik en Oscar for bedste kvindelige hovedrolle for sin indsats i filmen. Udover dette blev hun tildelt en Screen Actors Guild Awards, Chlotrudis Award, Blockbuster Entertainment Award, David di Donatello Awards og KCFCC Award. Sean Penn blev nomineret til en Oscar for bedste mandlige hovedrolle. Af priser han vandt kan nævnes Sølvbjørnen ved Filmfestivalen i Berlin, en Chlotrudis Award og en Independent Spirit Award.
Filmen fik også fire priser ved Filmfestivalen i Berlin. Tre af dem til instruktør Tim Robbins. Filmen vandt også prisen for bedste film ved Chlotrudis Award, MovieGuide Awards og Nikkan Sports Film Award.
Både Robbins, Sarandon og Penn blev nomineret til hver sin Golden Globe.

## Medvirkende
- Sean Penn: Matthew Poncelet
- Susan Sarandon: Søster Helen Prejean
- Robert Prosky: Hilton Barber
- Raymond J. Barry: Earl Delacroix
- R. Lee Ermey: Clyde Percy
- Celia Weston: Mary Beth Percy
- Lois Smith: Helens mor
- Scott Wilson: Kaplan Farlely
- Clancy Brown: State trooper
- Peter Sarsgaard: Walter Delacroix
- Jack Black: Craig Poncelet
- Jon Abrahams: Sonny Poncelet
- Eva Amurri: Helen, 9 år

## Teater
I 2002 skrev Tim Robbins en teaterversion af filmen.